# Milano-Modena 1938
La Milano-Modena 1938, ventinovesima edizione della corsa, si svolse il 26 marzo 1938 su un percorso di 178 km con partenza a Rogoredo e arrivo a Modena. Fu vinta dall'italiano Aldo Bini, al terzo successo consecutivo nella corsa, che completò il percorso in 4h11'00" precedendo in volata i connazionali Glauco Servadei e Pietro Rimoldi. Conclusero la prova, valida come seconda prova del Trofeo dell'Impero e riservata a ciclisti di prima e seconda categoria (professionisti e indipendenti), 55 dei 113 partenti.

## Percorso
Il percorso della prova, organizzata dall'U.C. Modenese, era lungo 178 km e completamente pianeggiante lungo la via Emilia: dopo il via da Rogoredo, poco fuori Milano, attraversò nell'ordine Lodi, Casalpusterlengo (km 46,9), Piacenza (km 62,8), Fidenza (km 99,5), Parma (km 121,8), Sant'Ilario d'Enza, Reggio Emilia e Rubiera, e si concluse al velodromo di Piazza d'Armi a Modena.

## Ordine d'arrivo (Top 10)
| Pos. | Corridore       | Squadra        | Tempo    |
| ---- | --------------- | -------------- | -------- |
| 1    | Aldo Bini       | Bianchi        | 4h11'00" |
| 2    | Glauco Servadei | Ganna          | s.t.     |
| 3    | Pietro Rimoldi  | Ganna          | s.t.     |
| 4    | Tolmino Gios    | Legnano        | s.t.     |
| 5    | Adolfo Leoni    | Bianchi        | s.t.     |
| 6    | Enrico Mara     | Bianchi        | s.t.     |
| 7    | Learco Guerra   | Legnano        | s.t.     |
| 8    | Fausto Tozzi    | U.C. Modenese  | s.t.     |
| 9    | Enrico Mollo    | Fréjus         | s.t.     |
| 10   | Piero Peraudo   | G.S. Dop. Fiat | s.t.     |